# San Juan de Arama (kommun)
San Juan de Arama är en kommun i Colombia.   Den ligger i departementet Meta, i den centrala delen av landet, 160 km söder om huvudstaden Bogotá. Antalet invånare är 9 218.